# Sensor (album Camouflage)
Sensor – ósmy (szósty studyjny) album niemieckiej grupy synthpopowej Camouflage wydany 26 maja 2003 roku. 

## Lista utworów
1. Intro Sensor (0:35)
2. Me And You (4:41)
3. Perfect (4:52)
4. Harmful (4:29)
5. Here She Comes (4:37)
6. I Can't Feel You (4:06)
7. Lost (5:56)
8. I'll Follow Behind (4:21)
9. Adrenalin (1:08)
10. Blink (5:15)
11. Thief (4:36)
12. Together (4:46)
13. 74 Minutes (2:56)
14. You Turn (11:04)

## Single
1. Thief
2. Me And You
3. I Can't Feel You